# Mami Koyama
Mami Koyama (jap. 小山 茉美 Koyama Mami; ur. 17 stycznia 1955) – japońska aktorka głosowa związana z Aoni Production.

## Wybrana filmografia

### Seriale anime
- 1976: Candy Candy jako Annie Brighton
- 1977: Grand Prix jako Suzuko Ōse
- 1979: Kidō Senshi Gundam jako Kycillia Zabi
- 1980: Cudowna podróż jako Nils
- 1980: Błękitny ptak jako Mytyl
- 1981: Małe Kobietki jako Jo
- 1981: Hallo Sandybell jako Kitty Shiara
- 1981: Dr. Slump jako Aralka Spadkowska
- 1982: Gigi i fontanna młodości jako Minky Momo
- 1987: Baśnie braci Grimm
- 1993: Sailor Moon R jako Esmeralda
- 1995: Skarbczyk najpiękniejszych bajek jako narrator
- 2000: Detektyw Conan jako Vermouth/Sharon Vineyard/Chris Vineyard
- 2004: Monster jako Eva Heinemann[2]
- 2016: Naruto: Shippūden jako Kaguya Ōtsutsuki[2]
- 2016: Sailor Moon Crystal jako Królowa Serenity

### Filmy anime
- 1988: Akira jako Kei
- 2001: Millennium Actress jako dorosła Chiyoko Fujiwara
- 2004: Saint Seiya: Niebiański Rozdział – Uwertura jako Shaina
- 2009: Detective Conan: The Raven Chaser jako Vermouth

## Nagrody
Nagroda Anime Grand Prix przyznawana przez magazyn Animage w kategorii najlepsza seiyū:
- za rolę Aralki Spadkowskiej w anime Dr. Slump (1981)[3],
- za rolę Minky Momo w anime Gigi i fontanna młodości (1982, 1983)[4][5].